# Institut de défense nationale
L'Institut de défense nationale (IDN) est un établissement public tunisien à caractère administratif, doté de la personnalité civile et de l’autonomie financière. Son but est de développer et promouvoir l’esprit de défense globale chez les hauts cadres de l’État tunisien et de disposer d’un laboratoire d’idées à même de valoriser la pensée stratégique et les recherches qui en découlent.

## Missions
- Organiser avec la participation des hauts cadres de la nation des sessions d'études relatives aux problèmes de la défense nationale en temps de paix et en temps de guerre ;
- Constituer une banque de données intéressant notamment les domaines économique, scientifique, technique, militaire, etc. ;
- Effectuer des études géopolitiques des pays et des ensembles des pays ayant une influence directe sur la sécurité extérieure ou sur la politique de la Tunisie ;
- Analyser tout évènement international pouvant avoir des répercussions immédiates ou à plus long terme sur la défense et la sécurité de la Tunisie.